# Axwell & Ingrosso
Axwell & Ingrosso (også stavet som Axwell Λ Ingrosso) er en svensk dj-duo bestående af Axwell og Sebastian Ingrosso. Gruppen blev officielt dannet i 2014 som følge af opløsningen af Swedish House Mafia, hvor Steve Angello var det tredje medlem.
Den 25. marts 2018 blev Swedish House Mafia gendannet på Ultra Music Festival i Miami, hvorefter de tog på en reunion-tour i 2019. Derfor blev gruppen Axwell & Ingrosso sat på pause.

## Optrædener i Danmark
Axwell & Ingrosso har optrådt to gange i Danmark: Tinderbox i 2015 og Smukfest i 2016. Derudover har de også optrådt som Swedish House Mafia, sammen med Steve Angello, yderligere to gange. I Forum København i 2012 og på Tinderbox i 2019.

## Diskografi

### Album
- More Than You Know (2017)

### Singler
| År                                                       | Titel                              | Højeste placering | Højeste placering | Højeste placering | Højeste placering | Højeste placering | Højeste placering | Højeste placering | Højeste placering | Højeste placering | Højeste placering | Certificering | Album              |
| År                                                       | Titel                              | DEN               | AUT               | BEL               | GER               | ITA               | NLD               | NOR               | SWE               | SWI               | UK                | Certificering | Album              |
| -------------------------------------------------------- | ---------------------------------- | ----------------- | ----------------- | ----------------- | ----------------- | ----------------- | ----------------- | ----------------- | ----------------- | ----------------- | ----------------- | ------------- | ------------------ |
| 2014                                                     | "Something New"                    | —                 | —                 | 13                | —                 | —                 | —                 | —                 | 20                | —                 | 22                |               | More Than You Know |
| 2015                                                     | "On My Way"                        | —                 | —                 | —                 | —                 | —                 | —                 | 82                | 18                | —                 | 100               |               | More Than You Know |
| 2015                                                     | "Can't Hold Us Down"               | —                 | —                 | —                 | —                 | —                 | —                 | —                 | —                 | —                 | —                 |               | More Than You Know |
| 2015                                                     | "Sun Is Shining"                   | 20                | 13                | 8                 | 51                | 56                | 8                 | 4                 | 1                 | 41                | 56                |               | More Than You Know |
| 2015                                                     | "This Time"                        | —                 | —                 | 26                | —                 | —                 | —                 | —                 | 73                | —                 | —                 |               | More Than You Know |
| 2016                                                     | "Dream Bigger"                     | —                 | —                 | —                 | —                 | —                 | —                 | —                 | —                 | —                 | —                 |               | More Than You Know |
| 2016                                                     | "Thinking About You"               | —                 | —                 | —                 | —                 | —                 | —                 | —                 | 64                | —                 | —                 |               | More Than You Know |
| 2017                                                     | "I Love You" (featuring Kid Ink)   | —                 | —                 | —                 | —                 | —                 | 56                | —                 | 10                | —                 | 72                |               | More Than You Know |
| 2017                                                     | "Renegade"                         | —                 | —                 | —                 | —                 | —                 | —                 | —                 | —                 | —                 | —                 |               | More Than You Know |
| 2017                                                     | "More Than You Know"               | 26                | 1                 | 4                 | 1                 | 4                 | 14                | 4                 | 2                 | 2                 | 30                |               | More Than You Know |
| 2017                                                     | "Dreamer"                          | —                 | 20                | —                 | 34                | —                 | 38                | 20                | 17                | 44                | —                 |               | More Than You Know |
| 2018                                                     | "Dancing Alone" (featuring RØMANS) | —                 | —                 | —                 | —                 | —                 | —                 | —                 | 29                | —                 | —                 |               |                    |
| "—" markerer en udgivelse der ikke opnåede en placering. |                                    |                   |                   |                   |                   |                   |                   |                   |                   |                   |                   |               |                    |

| Musikgruppe | Spire Denne artikel om en svenske musikgruppe er en spire som bør udbygges. Du er velkommen til at hjælpe Wikipedia ved at udvide den. |